# Centerfield
Centerfield – miasto w Stanach Zjednoczonych, w stanie Utah, w hrabstwie Sanpete.